# Bataille de South Mills
Guerre de Sécession
Batailles
Campagne de Burnside en Caroline du Nord
- Roanoke Island
- Elizabeth City
- New Burn
- South Mills
- Fort Macon
- Tranter's Creek

La bataille de South Mills, aussi connue sous le nom de bataille de Camden, s'est déroulée le 19 avril 1862 dans le comté de Camden en Caroline du Nord et fait parie de l'expédition en Caroline du Nord du major général de l'Union Ambrose E. Burnside pendant la guerre de Sécession.
Apprenant que les confédérés construisent des cuirassiers à Norfolk, Burnside planifie une expédition pour détruire les écluses du canal du marais de Dismal afin d'empêcher le transfert des navires vers Albemarle Sound. Il confie l'opération au brigadier général Jesse L. Reno, qui embarque sur des transports à partir de Roanoke Island le 18 avril 1862. À minuit, le convoi atteint Elizabeth City et commence le débarquement des troupes. Le matin du 19 avril 1862, Reno marche vers le nord sur la route de South Mills. À la croisée des routes quelques kilomètres en dessous de South Mills, des éléments du colonel Ambrose R. Wright retardent les fédéraux jusqu’à la nuit. Reno abandonne l'expédition et retraite durant la nuit vers les transports à Elizabeth City. Les transports amènent les troupes de Reno à New Bern où elles arrivent le 22 avril 1862.